# Communauté de communes du Pays du Camembert
La communauté de communes du Pays du camembert est une ancienne communauté de communes française, située dans le département de l'Orne et la Normandie.

## Histoire
La communauté de communes du Pays du Camembert est créée par arrêté préfectoral du 10 novembre 2003.
Le 1er janvier 2017, la communauté de communes du Pays du Camembert fusionne avec la communauté de communes de la Région de Gacé et la communauté de communes des Vallées du Merlerault pour former la communauté de communes des Vallées d'Auge et du Merlerault.

## Composition
La communauté de communes regroupait les dix-neuf communes de l'ancien canton de Vimoutiers. À la suite de la création de la commune nouvelle de Sap-en-Auge réunissant Le Sap et Orville le 1er janvier 2016, elles n'étaient plus que dix-huit
| Nom                     | Code Insee | Gentilé         | Superficie (km2) | Population (dernière pop. légale) | Densité (hab./km2) |
| ----------------------- | ---------- | --------------- | ---------------- | --------------------------------- | ------------------ |
| Vimoutiers (siège)      | 61508      | Vimonastériens  | 16,15            | 3 463 (2014)                      | 214                |
| Aubry-le-Panthou        | 61010      | Pantholiens     | 6,85             | 108 (2014)                        | 16                 |
| Avernes-Saint-Gourgon   | 61018      | Avernais        | 12,13            | 60 (2014)                         | 4,9                |
| Le Bosc-Renoult         | 61054      | Boscrenolviens  | 12,70            | 242 (2014)                        | 19                 |
| Camembert               | 61071      | Camembertois    | 10,30            | 190 (2014)                        | 18                 |
| Canapville              | 61072      | Canapvillais    | 8,22             | 220 (2014)                        | 27                 |
| Les Champeaux           | 61086      | Champeausiens   | 9,65             | 127 (2014)                        | 13                 |
| Champosoult             | 61089      | Champosulfiens  | 7,01             | 95 (2014)                         | 14                 |
| Crouttes                | 61139      | Crouttésiens    | 13,47            | 319 (2014)                        | 24                 |
| Fresnay-le-Samson       | 61180      | Fresnaysiens    | 6,76             | 103 (2014)                        | 15                 |
| Guerquesalles           | 61198      | Guerquesallais  | 8,66             | 130 (2014)                        | 15                 |
| Pontchardon             | 61333      | Pontchardonnais | 4,83             | 246 (2014)                        | 51                 |
| Le Renouard             | 61346      | Renouardais     | 14,48            | 189 (2014)                        | 13                 |
| Roiville                | 61351      | Roivillais      | 8,18             | 136 (2014)                        | 17                 |
| Saint-Aubin-de-Bonneval | 61366      | Bonnevalois     | 11,67            | 147 (2014)                        | 13                 |
| Saint-Germain-d'Aunay   | 61392      | Saint-Germinois | 8,51             | 165 (2014)                        | 19                 |
| Sap-en-Auge             | 61460      |                 | 29,98            | 996 (2014)                        | 33                 |
| Ticheville              | 61485      | Tichevillais    | 9,93             | 216 (2014)                        | 22                 |

## Administration
| Période       | Période       | Identité              | Étiquette | Qualité                             |
| ------------- | ------------- | --------------------- | --------- | ----------------------------------- |
| décembre 2003 | décembre 2016 | Marie-Thérèse Mayzaud | DVD       | Maire puis première adjointe du Sap |